# Etta Zuber Falconer
Etta Zuber Falconer (Tupelo, Mississippi, 21 de novembro de 1933 – Atlanta, 19 de setembro de 2002) foi uma matemática e educadora estadunidense, que passou a maior parte de sua carreira no Spelman College. Foi uma das primeiras afro-estadunidenses a obter um Ph.D. em matemática.

## Família
Etta Zuber nasceu Tupelo, Mississippi, filha do médico Walter A. Zuber e da música Zadie L. Montgomery Zuber. A família Zuber tinha duas filhas, sendo Etta a mais jovem e Alice a mais velha. Enquanto lecionando no Okolona Junior College em Okolona, Mississippi, Etta conheceu e casou-se com Dolan Falconer, um técnico de basquetebol. Tiveram três filhos – Dolan Falconer Jr., engenheiro nuclear; Alice Falconer Wilson, pediatra; e Walter Zuber Falconer, urologista. O casamento durou 35 anos, terminando com a morte de Dolan.

## Educação
Etta Falconer frequentou o Tupelo public school system, graduando-se na Carver High School em 1949. Aos 15 anos de idade entrou na Universidade Fisk em Nashville, onde obteve a graduação em matemática em 1953.
Foi estudar na Universidade de Wisconsin-Madison, onde obteve um Master of Science em matemática em 1954. Sozinha em Wisconsin, decidiu não fazer um doutorado lá e retornou para o Mississippi para lecionar. Em 1965, quando já havia casado, mudou seu nome para Etta Falconer, e começou a lecionar no Spelman College em Atlanta, entrou na escola de pós-graduação da Universidade Emory, obtendo um Ph.D. em matemática (1969), com uma tese sobre álgebra abstrata.
Para ajudar na criação de um departamento de ciência da computação enquanto chefe do departamento de matemática no Spelman College , retornou à escola de pós-graduação da Universidade de Atlanta, obtendo um mestrado em ciências da computação em 1982.

## Prêmios e reconhecimentos
Em 1995 foi homenageada pela Association for Women in Mathematics, que lhe concedeu o Prêmio Louise Hay, por realizações notáveis no ensino de matemática. Em 2001 recebeu da Academia de Artes e Ciências dos Estados Unidos o Mentor Award for Lifetime Achievement.